# Групповая сплочённость
Группова́я сплочённость — в социальной психологии степень приверженности к группе её членов. Групповая сплочённость является одним из процессов групповой динамики.

## Подходы к изучению
Групповая сплочённость рассматривается с трёх различных позиций:
- Взаимное отношение членов группы друг к другу. Групповая сплочённость в этом случае определяется суммой симпатии друг к другу всех участников группы.
- Привлекательность группы для каждого из её членов. Групповая сплочённость в этом случае определяется суммарной силой факторов, которые удерживают индивидуума в группе.
- Ценностно-ориентационное единство. Групповая сплочённость в этом случае определяется степенью совпадения оценок членов группы внешних по отношению к группе предметов и явлений.

С другой стороны, групповую сплочённость можно разделить на четыре основные составляющие:
- социальные отношения;
- деловые (целевые) отношения;
- чувство единения;
- эмоциональное восприятие.

## Показатели групповой сплочённости
Высокая степень групповой сплочённости означает, что члены группы разделяют общие цели и интегрированы наилучшим образом. Наиболее важными в этом случае становятся высшие уровни совместимости: психологический и социально-психологический. Они выражаются в следующих обобщённых показателях, рост которых соответствует повышению групповой сплочённости:
- частота положительного выбора членами группы друг друга;
- прочность коммуникативных связей;
- степень привлекательности группы для её членов;
- участие в жизни группы;
- влияние группы на своих членов;
- ориентация на значимые ценности;
- предметно-ценностное единство.

Согласно докладу State of the English Cities, выпущенному правительственной комиссией Великобритании, для групповой сплочённости важную роль играют следующие показатели:
- материальное обеспечение — занятость, доход, здоровье, образование, жильё;
- пассивные взаимоотношения — социальное устройство, безопасность, толерантность;
- активные взаимоотношения — социальные сети, доверие;
- солидарность;
- включённость — социальная интеграция, вовлечённость людей в общественные институты;
- равенство — справедливое распределение благ и равный доступ к материальному обеспечению.

## Причины возникновения
Считается, что связи, связывающие членов группы друг с другом и со своей группой в целом, не развиваются спонтанно. На протяжении многих лет социологи по-разному объясняли феномен групповой сплоченности. Некоторые предполагают, что сплоченность членов группы развивается из повышенного чувства сопричастности, командной работы, а также межличностного и группового «притяжения».
Считается, что аттракция, приверженность общему делу и единая система ценностей также являются причиной сплоченности группы.

### Аттракция
Американский психолог Леон Фестингер и его коллеги (1951) предложили теорию, согласно которой для сплоченности группы необходимо уважительное отношение к ее участникам внутри сообщества, а также ко всей группе в целом. Напротив, социологи Альберт и Бернис Лотт (1965) утверждали, что межличностного притяжения внутри группы достаточно для того, чтобы объяснить сплоченность группы. Другими словами, сплоченность группы существует тогда, когда ее члены имеют взаимные положительные чувства по отношению друг к другу.
Позже теоретики (1992) писали, что сплоченность группы основывается на симпатии к сообществу в целом — это идея напоминает теорию социальной идентичности. Согласно британскому психологу Майклу Хоггу, сплоченность группы определяется социальным притяжением, которое относится к «притяжению между членами ярко выраженной социальной группы». Хогг объясняет, что социальное притяжение эволюционирует в сплоченность с помощью теории самокатегоризации, согласно которой индивидуумы, рассматривая сходства и различия других людей, мысленно определяют себя и других как часть группы, «своих» или «чужих». От такого типа категоризации в сознании индивидуума формируется стереотипное представление о социальной группе — это приводит к тому, что он мыслит и ведет себя в соответствии с групповыми нормами, то есть выражает свою аттракцию к ней. Этот процесс известен как деперсонализация самовосприятия. В теории Хогга социальное притяжение относится к подобию деперсонализированных характеристик, прототипу группы, которое отличается от межличностного притяжения внутри сообщества. Групповая сплоченность больше ассоциируется с групповой аттракцией, чем с аттракцией к отдельным членам группы.

### Единая система ценностей
Теоретики полагают, что сплочённость группы является результатом глубокого чувства единения, принадлежности к группе в целом. Вовлечение в деятельность сообщества и признание схожих признаков ее участников делают группу более сплоченной. Единая система ценностей создает чувство общности, которое укрепляет узы единства.

### Приверженность общему делу
Ряд исследователей полагают, что совместная работа, в основе которой лежит выполнение общих задач и достижение коллективных целей, создает сплочённость. Члены групп, ориентированных на решение конкретных задач, как правило, демонстрируют большую взаимозависимость и чувствуют себя ответственными за результаты групповой работы. Считается, что узы единства, которые возникают в результате совместной деятельности, ориентированной на достижение общих целей, свидетельствуют о сплоченности группы. В отличие от единой системы ценностей и взаимного отношения членов друг к другу, рабочие обязательства благоприятно сказываются на производительности и эффективности труда.

## Факторы
Силы, способствующие объединению людей в социальные группы, могут быть как позитивными (политика вознаграждения), так и негативными (страх потерять членские преимущества). Основными факторами, влияющими на сплоченность группы, являются: сходство членов группы, размер группы, трудность входа в состав группы, успех группы и внешняя конкуренция и угрозы. Зачастую эти факторы работают за счет усиливающейся идентификации индивидуума с социальной группой, к которой он принадлежит, а также благодаря представлению о том, как группа может удовлетворить его личные потребности.

### Сходство членов группы
Сходство членов группы по-разному влияет на сплоченность группы в зависимости от того, как определить это понятие. Социологи Альберт и Бернис Лотт, называющие межличностную аттракцию групповой сплоченностью, обнаружили, что сходство людей по происхождению и биографическим данным (например, раса, этническая принадлежность, род занятий, возраст), отношениям, ценностям и личностным качествам, как правило, положительно способствует процессу групповой сплоченности.
С другой стороны, с точки зрения социального притяжения как основы групповой сплоченности, сходство между членами группы является для индивидуумов поводом для того, чтобы классифицировать себя и других как «своих» и «чужих». С этой точки зрения, чем больше прототипного сходства индивид чувствует между собой и другими членами консолидированной группы, тем сильнее будет групповая сплоченность.
Кроме того, схожий бэкграунд повышает вероятность того, что члены группы будут иметь единое мнение по различным вопросам, включая цели группы, методы коммуникации и желаемого лидера. Высокая степень согласия между членами по поводу правил и норм группы приводит у увеличению доверия и уменьшению дисфункциональных конфликтов внутри сообщества. Это, в свою очередь, усиливает как эмоциональную, так и деловую сплоченность.

### Уровень сложности внедрения в группу
Препятствия на пути вхождения в группу (строгие критерии отбора), применяемые к группе, как правило, делают ее в глазах «неучастников» эксклюзивном сообществом. Чем более элитарной считается группа, тем более престижным является ее членство. Как показывают диссонансные исследования, проведенные Аронсоном и Миллсом (1959) и подтвержденные Джерардом и Мэтьюсоном (1966), этот эффект может быть вызван уменьшением диссонанса (см. когнитивный диссонанс). Снижение диссонанса происходит тогда, когда человек пережил трудное посвящение в группу: трудный обряд инициации может деформировать представление индивида о группе.

### Размер группы
Малые группы более сплочённы, чем большие. Часто это объясняется социальной леностью — теорией, согласно которой отдельные члены группы прикладывают меньше усилий, зная, что другие индивиды наверстают упущенное.
Применительно к малым группам социальная леность исключается, так как члены сообщества осознают, что их индивидуальный вклад во что-либо можно идентифицировать.
В приматологии и антропологии границы размера группы теоретизируются в соответствии с числом Данбара.

## Последствия
Групповая сплоченность связана с целым рядом положительных и отрицательных последствий.

### Мотивация
Сплоченность и мотивация членов команды — ключевые факторы, способствующие эффективности работы компании. Благодаря способности к адаптации, самоуважению и росту личной мотивации каждый член команды получает возможность чувствовать себя уверенно и добиваться успехов в команде. Групповая сплоченность минимизирует феномен социальной лености и повышает мотивацию каждого из членов команды.

### Производительность
Большинство мета-анализов показало, что между сплоченностью и работоспособностью существует прямая связь. Когда сплоченность обусловлена аттракцией, она более взаимосвязана с эффективной работой, нежели в случае с приверженностью общему делу.
У некоторых групп эта взаимосвязь выражена сильнее. Так сообщества с небольшим количеством участников более сплочены и результативны, чем большие группы. Социолог А. Керрон (2002) обнаружил, что феномен сплоченности наиболее ярко проявляется в спортивных командах, отметив, что связь между сплоченностью и производительностью также наблюдается в таких сообществах, как воинские отряды, экспериментальные группы и группы, созданные для выполнения конкретных задач. Существуют мнение, что сплоченность тесно связана с результативностью для групп, которые имеют взаимозависимые роли.

### Удовлетворенность участников
Согласно исследованиям члены сплоченных сообществ имеют большее удовлетворение, чем члены противоположных групп. Такая тенденция характерна для множества организаций, включая промышленные, спортивные и образовательные учреждения. Члены сплоченных сообществ также более оптимистичны и меньше страдают от социальных проблем.
Приведем в пример следующее исследование. В одном эксперименте участвовала группа каменщиков и столяров, работавших над строительством жилого дома. В течение первых пяти месяцев их руководитель формировал группы, в которых они должны были работать, при этом постоянно меняя их участников. Это было сделано для того, чтобы помочь строителям познакомиться со всеми, кто работал над этим проектом — в ходе работы у участников эксперимента возникли определенные симпатии и антипатии к окружающим. Затем экспериментатор сформировал сплочённые группы, объединив людей, которые нравились друг другу. Было обнаружено, что каменщики и плотники были более удовлетворены, когда работали в сплочённых группах.

### Эмоциональная адаптация
Людям в сплоченных группах проще эмоционально адаптироваться, так как они испытывают меньше беспокойства и напряжения, а также лучше справляются со стрессом.
Одно из исследований показало, что сплоченность, вызванная приверженностью общему делу, может благоприятнее влиять на принятие коллективного решения, когда группа находится в стрессовом состоянии. В ходе исследования было изучено сорок шесть команд из трех человек: каждой из них предстояло выбрать наилучшие участки для бурения нефтяных скважин. Исследование опиралось на степень сплоченность группы и сжатые сроки выполнения задачи. В итоге, группы с низкой сплоченностью и необходимостью выполнить задание в ближайшее время выполняли работу хуже, чем группы с высокой сплоченностью и срочной задачей. Это указывает на то, что слаженность действий может способствовать принятию групповых решений в периоды стресса.

### Давление конформности
Люди в сплоченных группах испытывают большее давление, нежели люди в не сплочённых группах. Теория группового мышления предполагает, что такое давление препятствует критическому осмыслению принимаемых группой решений. Швейцарский антрополог Джордано (2003) предположил, что это происходит потому, что люди в группе взаимодействуют друг с другом и создают множество возможностей для влияния на других участников сообщества. Это происходит также потому, что член сообщества воспринимает других участников как похожих на себя и, таким образом, более охотно поддается давлению конформности. Еще одна причина заключается в том, что люди ценят группу и с большей готовностью поддаются давлению, чтобы сохранить или улучшить свои отношения внутри сообщества.
Незаконную деятельность индивидов также связывают с давлением конформности. Дана Хейни (Haynie, 2001) установила, что вовлечение группы друзей в незаконную деятельность «мотивирует» близкого им индивидуума присоединиться к противоправным деяниям. Более того, те, чей круг общения был полностью связан с криминалом, скорее всего, сами занимались незаконной деятельностью. Другое исследование показало, что подростки, у которых нет друзей, не занимались незаконной деятельностью, в отличие от тех, у кого был хотя бы один такой друг. Другие исследования обнаружили аналогичные результаты.

### Обучение
Альберт Лотт и Бернис Лотт исследовали, как групповая сплоченность влияет на индивидуальное обучение. Они хотели проверить эффективность обучения в зависимости от того, с кем будут учиться дети: со сверстниками, которые им нравятся, или с учениками, к которым они испытывают антипатию. Предполагалось, что уровень взаимной приязни членов группы будет соответствовать их сплоченности. Они обнаружили, что дети с высоким IQ лучше справляются с заданиями, когда они учатся в сплоченных группах. Для детей с низким IQ, однако, фактор сплоченности мало что изменил. Тем не менее в сплоченных группах у таких учеников наблюдалась небольшая тенденция к увеличению результативности. Исследователи предположили, что если бы дети работали с учениками, которые им нравятся, у них было бы больше желания учиться.

### Психологическая безопасность
Исследования показывают, что групповая сплочённость является важным условием психологической безопасности, что, в свою очередь влечет множество преимуществ для группы.

## Государственная политика
Социальная сплоченность стала важным аспектом британской социальной политики в период после беспорядков в северных промышленных городах Великобритании (Олдэм, Брэдфорд и Бернли) летом 2001 года. Исследуя эти события, академик Тед Кэнтл в значительной степени опирался на концепцию социальной сплоченности, а новое лейбористское правительство (особенно тогдашний министр внутренних дел Дэвид Бланкетт), в свою очередь, широко пропагандировало это понятие. Как отметил фонд Runnymede Trust в своей книге «The Year of Cohesion» в 2003 году:
«Если в 2002 году в лексику Runnymede и добавилось какое-то ключевое слово, то этим термином стала „сплоченность“. Год спустя после публикации доклада Комиссии по вопросам будущего многонациональной Великобритании, доклады Кэнтла, Дэнэма, Кларка, Оусли и Ричи выдвинули вопрос о сплоченности на передний план в британских расовых дебатах».
Согласно тематическим докладам «Состояние английских городов», подготовленным по заказу правительства, существует пять различных аспектов социальной сплоченности: материальные условия, пассивные отношения, активные отношения, солидарность, инклюзивность и равенство.
В докладе показано, что материальные условия имеют основополагающее значение для социальной сплоченности, особенно такие составляющие, как занятость, доходы, здравоохранение, образование и жилье. Отношения между общинами и внутри них ухудшаются в тех случаях, когда люди не имеют работы и сталкиваются с трудностями, долгами, беспокойством, низкой самооценкой, плохим здоровьем, отсутствием необходимых навыков и плохими жизненными условиями. Эти базовые потребности являются основой для прочной социальной структуры и важными показателями социального прогресса.
Вторым основным принципом сплоченности является социальный порядок, безопасность и свобода от страха, или «пассивные социальные отношения». Терпимость и уважение к другим людям наряду со стабильностью и безопасностью являются отличительными чертами гармоничного городского общества.
Третий аспект касается позитивных взаимодействий между отдельными лицами и общинами, или «активных социальных отношений». Такие контакты и связи являются потенциальными ресурсами, поскольку они обеспечивают людям и организациям взаимную поддержку, информацию, доверие и кредиты различного рода.
Четвертый аспект касается степени социальной включенности или интеграции людей в основные институты гражданского общества. Он также включает в себя чувство принадлежности людей к городу и силу общего опыта, идентичности и ценностей между людьми с разным бэкграундом.
Наконец, социальное равенство относится к уровню справедливости или неравенства в доступе к возможностям или материальным условиям вроде дохода, здоровья, качества жизни или перспектив. Стремясь к социальному равенству в условиях меняющейся природы работы и неопределенности будущего, Всемирный банк в своем Докладе о мировом развитии за 2019 год призывает правительства увеличить инвестиции в человеческий капитал и расширить социальную защиту.
На общественном уровне Альбрект Ларсен определяет социальную сплоченность как «веру нации в то, что они принадлежат к нравственному сообществу, которое позволяет им доверять друг другу». В сравнительном исследовании США, Великобритании, Швеции и Дании он показывает, что доверия соотечественников сильно влияет уровень социального неравенства и то, как «бедные» и «средние» классы представлены в средствах массовой информации.

## Критика

### Групповая сплоченность в спорте
Групповая сплоченность не всегда приводит к результативности. Исследователи Паскевич, Эстабрукс, Броули и Керрон (2001) предположили, что сплоченность может быть связана с давлением конформности, групповым мышлением и деиндивидуацией. Однако исследований о потенциальной вредности групповой сплоченности в области спортивной психологии мало. Согласно Паскевичу и др. (2001), одной из причин отсутствия работ о негативных последствиях сплоченности может быть тот факт, что исследователи, тренеры и спортсмены воспринимают ее как исключительно выгодное явление.
Тем не менее существуют данные, свидетельствующие об обратном. Керрон, Прапавессис и Гров (1994 г.) изучали связь между сплоченностью и поведением самоограничивания. Они обнаружили, что, когда социальный аспект групповой сплоченности был высок, спортсмены с ярко выраженными чертами самоограничивания больше оправдывались перед важным соревнованием. Керрон и др. (1994) ссылались на оправдания, в которых индивид указывал на факторы, способные помешать успешному выступлению (например, работа, школа, погода, личные проблемы, последствия алкоголя и болезни). В то же время, когда сплоченность была низкой, спортсмены приводили в свою защиту меньше оправданий. При обсуждении результатов исследования, Керрон и другие ученые пришли к выводу, что сплоченность является одновременно и полезной, и вредной для команды. В консолидированной команде спортсмены, склонные к самоограничиванию, играют заметную роль. Они чувствуют личную ответственность за исход соревнования, и не желая подводить товарищей по команде, пытаются оправдаться за свою неудачу.
В команде с высоким уровнем сплоченности участники могут подвергаться критике за осуждение товарищей, склонных к социальной лености (Керрон и Хаусенблас, 1998). Так как игнорирование этого явления позволяет сохранить ощущение сплоченности команды, спортсмены могут чувствовать давление конформности со стороны сокомандников или тренера, желающих «замять» эту проблему. Исследование Керрона и др. (1994) также выявило, что от спортсмены в таких командах чувствуют натиск со стороны других, поэтому действуют в соответствии с пожеланиями сокомандников.
Различные аспекты сплоченности и результативности, связанные со спортивными достижениями, имеют важное значение для восприятия социальной лености. В своем исследовании, проведенном со 118 игроками юниорской лиги по футболу, Хойгард, Сяфвенбом и Тоннессен (2006) обнаружили, что когда высокая социальная сплоченность сочетается с низкой сплоченностью задач и минимальной производительностью, то уровень социальной лености достигает предела. Однако при увеличении результативности уровень социальной лености сокращается, снижаясь до минимума при сочетании высокого уровня сплоченности задач и максимальной социальной сплоченности
Аналогичным образом Харди, Эйс и Керрон (2005 г.) исследовали неоднородную выборку из 105 спортсменов. Результаты работы показали, что 56 % спортсменов сообщили о потенциальных недостатках развития высокой социальной сплоченности, в то время как 31 % сообщили о недостатках в отношении высокой сплоченности задач.